# Vera Schlosser
Vera Schlosser (* 25. Juli 1929 in Karlsbad, Tschechoslowakei; † 22. November 2018) war eine Schweizer Opernsängerin (Sopran).

## Leben
Vera Schlosser wuchs als Kind deutscher Eltern in Karlsbad auf, wo sie auch ihren ersten Gesangsunterricht erhielt. Gegen Ende des Zweiten Weltkriegs floh sie als Sudetendeutsche mit ihrer Familie nach Regensburg. Ab 1946 studierte sie in Regensburg (1946–1948 bei Schiessel) und München (1948–1953 bei Lukaschik), später auch in Wiesbaden (1953–1957 bei Heuer).
Von 1947 und 1951 war sie als Chorsängerin und Elevin am Stadttheater Regensburg engagiert und sang dort erste kleine Solo-Rollen. Kurzfristig sprang sie 1952 auch einmal für eine erkrankte Kollegin als Desdemona in Othello ein, was zu einer Solo-Karriere und zu ihrem Durchbruch führte. 1951 sang sie neben Liane Synek im Chor der Bayreuther Festspiele. 1953 wurde sie als lyrischer Sopran an das Staatstheater Wiesbaden engagiert.
1957 wechselte Schlosser an das Opernhaus Zürich, wo sie bis 1969 festes Ensemblemitglied war. In Zürich gehörte sie unter den Direktoren Karl-Heinz Krahl, Herbert Graf und Hermann Juch zu den «damaligen Publikumslieblingen». Sie sang ein breites Repertoire, das Partien vom lyrischen Koloratursopran bis zu jugendlich-dramatischen Rollen umfasste. Zu ihren Zürcher Rollen gehörten mehrere Mozart-Rollen wie Pamina (Die Zauberflöte), Donna Elvira (Don Giovanni), Fiordiligi (Così fan tutte) und die Figaro-Gräfin, weiters Mimì (La Bohème), Cio-Cio-San (Madama Butterfly), Liù (Turandot) und die Titelrolle in Manon Lescaut von Puccini, Desdemona (an der Seite von James McCracken), Chrysothemis (Elektra) und die Wagner-Rollen Elsa von Brabant (Lohengrin) und Eva (Die Meistersinger von Nürnberg). Schlosser sang in Zürich auch das slawische Repertoire wie Marie (Die verkaufte Braut) und Jenufa, weiters Prothoe in Penthesilea und interpretierte 1961 Eva und Maria in Le Mystère de la Nativité von Frank Martin.
In Zürich gehörte sie in der Spielzeit 1958/59 in der Titelpartie zur Besetzung der Schweizer szenischen Erstaufführung der Händel-Oper Deidamia, ausserdem wirkte sie dort im Januar 1963 in der Uraufführung der Oper Die Errettung Thebens von Rudolf Kelterborn mit. Schlosser sang auch einige klassische Operettenrollen (Saffi, Laura, Kurfürstin Marie) und war als Konzertsängerin tätig.
Schlosser gab Gastspiele in Deutschland an der Staatsoper Hamburg, an der Bayerischen Staatsoper, an der Staatsoper Stuttgart, wo Fritz Wunderlich ihr Partner war, am Opernhaus Frankfurt sowie an der Deutschen Oper am Rhein, und mehrfach in Italien, dort an der Mailänder Scala (1963 als Wellgunde im Ring), am Teatro Comunale di Bologna und am Opernhaus Rom. 1960 und 1961 trat sie am Teatro Nacional de São Carlos in Lissabon als Jenufa und Eva auf.
Nach Stimmschwierigkeiten entschied sich Schlosser im Jahre 1969, ihre Karriere zu beenden. Sie nahm 1970 am Theater Basel als Elsa von Brabant ihren Abschied von der Opernbühne.
Nach ihrem frühen Karriereende war Schlosser, nachdem sie vorübergehend als Fabrikarbeiterin und in der Administration der Musikalienhandlung Musik Hug in Zürich ihren Lebensunterhalt verdient hatte, als Gesangslehrerin tätig. Sie gab privaten Gesangsunterricht in Interpretation, Phrasierung und Stil und unterrichtete als Lehrbeauftragte an der Kantonalen Maturitätsschule für Erwachsene.
Vera Schlosser war viermal verheiratet, in erster Ehe mit dem deutschen Fernsehregisseur Ekkehard Böhmer, in zweiter Ehe mit dem österreichischen Opernsänger Manfred Jungwirth und in dritter Ehe mit dem Schweizer Schauspieler Hans-Joachim Frick. Aus ihrer Ehe mit Frick ging ein Sohn hervor, der im  Alter von 21 Jahren bei einem Militärunfall ums Leben kam. Vera Schlosser lebte nach ihrer Bühnenlaufbahn zunächst mehrere Jahre in Feldbach im Kanton Zürich, zuletzt in Rapperswil. Sie starb nach langer und schwerer Krankheit im 90. Lebensjahr an einem Krebsleiden.

## Tondokumente
Von Vera Schlosser liegt nur eine einzige «offizielle» Schallplattengesamtaufnahme vor. Im Decca-Ring sang sie unter Georg Solti die Gerhilde in Die Walküre. Weiters erschienen offizielle Einzelaufnahmen auf LP für verschiedene Bücherclubs. Schlosser machte Aufnahmen beim Schweizer Rundfunk und bei Radio Bern. Bei der Berner Radiooper spielte sie Anfang der Sechzigerjahre einige Opern ein, darunter «Katrena» von Eugen Suchoň. Ausserdem existieren unter Sammlern einige Live-Mitschnitte.